# 竹内正策
竹内 正策（たけうち/たけのうち せいさく、嘉永4年5月5日（1851年6月4日）- 1922年（大正11年）5月3日）は、日本の陸軍軍人。最終階級は陸軍中将。

## 履歴
高知城下で生まれ、1871年（明治4年）、御親兵として上京し、1875年（明治8年）陸軍少尉任官。西南戦争に出征。
歩兵少佐であった1892年（明治25年）11月、陸軍省軍務局第2軍事課長に就任。1894年（明治27年）9月、第1軍兵站参謀長に発令され日清戦争に出征。1895年（明治28年）3月18日、歩兵大佐に昇進し軍務局第1軍事課長となる。1896年（明治29年）11月から1898年（明治31年）3月まで東宮武官を務め、同月、歩兵第34連隊長に着任。1900年（明治33年）4月25日、陸軍少将に進級し歩兵第12旅団長となる。1903年（明治36年）4月、台湾守備混成第1旅団長に就任したが、同年7月に休職。
1904年（明治37年）6月、後備歩兵第4旅団長として復帰し日露戦争に出征。第3軍隷下として旅順攻囲戦で武功をあげた。その後、遼東守備軍に編入された。1905年（明治38年）3月、歩兵第25旅団長に転じ、同年10月に休職。1906年（明治39年）1月、待命となり、1907年（明治40年）2月28日、陸軍中将へ昇進と同時に予備役編入となった。1909年4月1日に後備役となる。1914年（大正3年）4月1日に退役し静岡で隠匿生活をする。1922年（大正11年）5月、結核が発病し再起不能にいたり自ら自決して果てた。

## 年譜
- 1875年（明治8年）1月27日 - 少尉
- 1878年（明治11年）12月6日 - 中尉
- 1882年（明治15年）4月18日 - 大尉
- 1887年（明治20年）4月27日 - 少佐
- 1887年（明治20年）
- 1892年（明治25年）
  - 11月 - 陸軍省軍務局第2軍事課長
  - 12月14日 - 中佐
- 1893年（明治26年）2月1日 - 参謀本部御用掛兼[4]
- 1895年（明治28年）3月18日 - 大佐
- 1900年（明治33年）4月25日 - 少将
- 1907年（明治40年）2月28日 - 中将、予備役
- 1909年4月1日 - 後備役
- 1914年（大正3年）4月1日 - 退役

## 栄典
位階
- 1889年（明治22年）7月15日 – 従六位[5]
- 1893年（明治26年）5月10日 – 正六位[6]
- 1900年（明治33年）7月10日 – 正五位[7]
- 1907年（明治40年）4月20日 – 従四位[8]

勲章等
| 受章年                     | 略綬 | 勲章名                 | 備考 |
| -------------------------- | ---- | ---------------------- | ---- |
| 1893年（明治26年）11月29日 |      | 勲五等瑞宝章           |      |
| 1895年（明治28年）10月18日 |      | 功四級金鵄勲章         |      |
| 1895年（明治28年）10月18日 |      | 双光旭日章             |      |
| 1898年（明治28年）5月23日  |      | 勲四等瑞宝章           |      |
| 1903年（明治36年）5月16日  |      | 勲三等瑞宝章           |      |
| 1906年（明治39年）4月1日   |      | 功三級金鵄勲章         |      |
| 1906年（明治39年）4月1日   |      | 勲二等旭日重光章       |      |
| 1906年（明治39年）4月1日   |      | 明治三十七八年従軍記章 |      |

## 参考資料
- 『高知県人名事典』高知市民図書館、1970年。
- 福川秀樹『日本陸軍将官辞典』芙蓉書房出版、2001年。
- 外山操編『陸海軍将官人事総覧 陸軍篇』芙蓉書房出版、1981年。
- 『陸軍現役将校同相当官実役停年名簿』（明治36年7月1日調）15コマに記載。
- 『陸軍予備役後備役将校同相当官服役停年名簿』（明治44年7月1日調査）426コマに記載。